# Fabienne Swiatly
Fabienne Swiatly, née en 1960 à Amnéville en Moselle d’un père polonais et d’une mère allemande, est une romancière et poétesse française.

## Biographie
Elle aime se décrire ainsi : Je viens d’un champ de patates celui que mes grands-parents polonais ont quitté pour venir travailler dans les mines de fer en Lorraine. Je viens de la langue allemande parlée par ma mère qui a rejoint mon père en France après la guerre. – Je viens d’Amnéville une commune ouvrière de Moselle où ma sœur tenait un bar. Je viens de l’ennui et des livres lus dans le désordre de la petite bibliothèque familiale jusqu’aux 24 volumes de l’encyclopédie Tout l’Univers. Je viens de Zola, de Germinal. Je viens d’un nom de famille qui signifie lumière en polonais, je l’ai appris à 35 ans. Je viens de tous les livres que j’ai écrit depuis quinze ans. Je viens des ateliers d’écriture où d’autres viennent avec moi s’emparer de la littérature pour dire le monde qui est le leur. Je viens d’une caboulotte (cabane-roulotte) posée en Drôme où j’ai vécu de manière solitaire pendant une année. Je viens de mon fourgon aménagé dans lequel j'ai vécu pendant deux années et que j’ai surnommé Mon Chéri. Depuis plus d'un an je vis à Faux-la-Montagne en Creuse du sud - et ce village est une pépinière d'initiatives sociales et culturelles. 

## Œuvres
- Stimmlos - Sans voix, Rimbach, Allemagne, Éditions en forêt, coll. « Sources », Trentième volume, 2006
- Gagner sa vie, Lyon, éditions La Fosse aux ours, 2006, 91 p.  (ISBN 2-912042-82-8) - Livre Talent Fnac - Prix Léo Ferré[3] - Prix du conseil général du Rhône
- Boire, Angoulême, éditions Ego comme X, 2008, 94 p.  (ISBN 978-2-910946-69-2)
- Une femme allemande, Lyon, éditions La Fosse aux ours, 2008, 121 p.  (ISBN 978-2-912042-98-9) - Prix du deuxième roman
- Ligne de partage des eaux, Genouilleux, éditions La Passe du Vent, 2011, 47 p.  (ISBN 978-2-84562-168-8)
- Unité de vie, Lyon, éditions La Fosse aux ours, 2011, 106 p.  (ISBN 978-2-35707-022-6) - Prix Colophon - Prix Marianne
- Annette: tombée de la main des dieux, Saint-Génis-des-Fontaines, Color Gang Éditions, coll. « Urgences », 2013, 85 p.  (ISBN 978-2-915107-69-2)
- La Fulgurance du geste, Coaraze, éditions L’Amourier, coll. « Thoth », 2014, 58 p.  (ISBN 978-2-915120-96-7)
- Aujourd'hui, Tinqueux, Centre de créations pour l'enfance, coll. « Petit va ! », 2015, 31 p.  (ISBN 979-10-93367-08-8)
- Umbau, Saint-Génis-des-Fontaines, Color Gang Éditions, coll. « Atelier », 2016, 33 p.  (ISBN 978-2-915107-81-4)
- Du côté des hommes, Lyon, éditions La Fosse aux ours, 2016, 106 p.  (ISBN 978-2-357-07084-4)[4]
- Vice versa : la vie de château, Villeurbanne, Les Transformateurs, 2017, 51 p.  (ISBN 978-2-9561394-0-9)
- 44 brèves de Saint-Nazaire, Saint-Génis-des-Fontaines, Color Gang Éditions, coll. « Urgences », 2018, 46 p.  (ISBN 978-2-49029303-2)
- Un jour, je suis passée de nuit, Saint-Génis-des-Fontaines, Color Gang Éditions, coll. « Urgences », 2018, 55 p.  (ISBN 978-2-915107-98-2)
- Cheval magnifique, Tinqueux, Centre de créations pour l'enfance, coll. « Petit va ! », 2019, 25 p.  (ISBN 979-10-93367-28-6)
- Elles sont au service, Paris, Éditions Bruno Doucey, coll. « Soleil noir », 2020, 75 p.  (ISBN 978-2-36229-282-8)[2]
- Jusqu'où la ville, éditions Le Clos Jouve, 2021
- Mère éléphante, éditions Des Lisières, 2021
- Saïd, éditions La Fosse aux ours, 2022 - Prix des Lycéens, Ile-de-France 2023
- On n'est pas des Bourgeois , éditions Bruno Doucey, 2024
- Je est un nous solitaire, éditions Pneumatiques, 2024